# Isola di Fondra

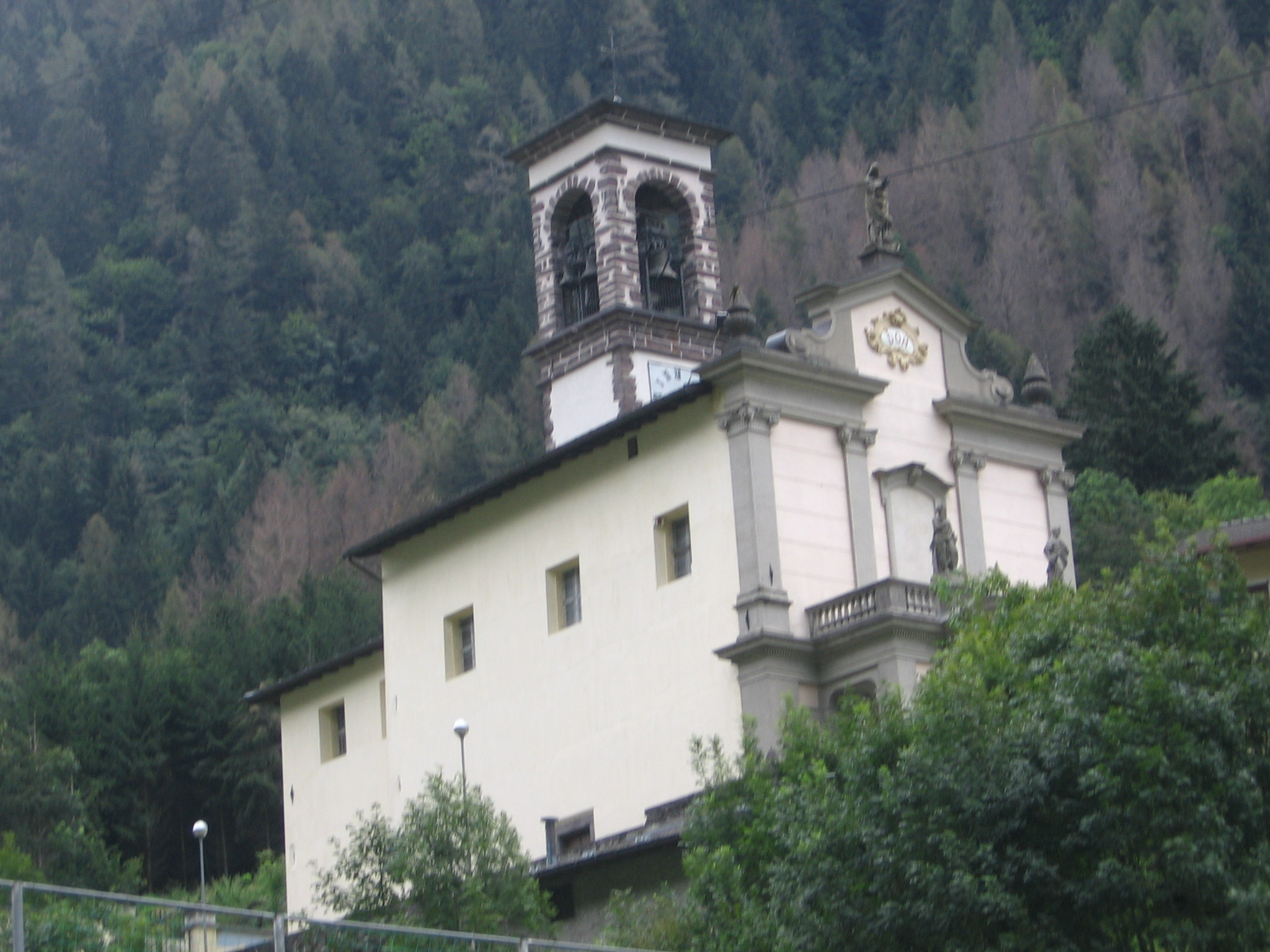
Kostel Trabuchello

Isola di Fondra je komuna (obec) v provincii Bergamo v italském regionu Lombardie, která se nachází asi 70 kilometrů severovýchodně od Milána a asi 30 kilometrů severně od Bergama. Tvoří ji tři vesničky, Fondra, Pusdosso a Trabuchello.
Isola di Fondra sousedí s těmito obcemi: Branzi, Moio de 'Calvi, Piazzatorre, Roncobello.